# 超音波 (テレビ番組)
超音波（ちょうおんぱ）は、2022年4月30日（29日深夜）から放送されているテレビ東京の音楽番組である。

## 概要
- MCは増子直純（怒髪天）、ファーストサマーウイカ。増子はオーナー、ウイカは支配人としてミュージックステージ「超音波」を営み、毎週ゲストが訪れてトークとライブを繰り広げる設定[1]。
- 2022年4月23日まで放送されていた「音流〜ONRYU〜」の後番組である。音流ではトロピカルテイストのセットであったが、本番組ではオリエンタルテイストを前面に打ち出しており、ウイカの衣装もチャイナドレスなどアジアンテイストなものが多い。
- 田邊駿一（BLUE ENCOUNT）がメインMCを務め、ゲストと共に大衆酒場の名店を探訪して、酒やグルメに舌鼓を打ちながら語り合うロケ企画「酒場サーキット」は、音流から引き続きオンエアされる（不定期）[2]。

## 出演者
- 増子直純（怒髪天）
- ファーストサマーウイカ
- 田邊駿一（BLUE ENCOUNT） - 「酒場サーキット」コーナー

## スタッフ
- TD：藤本茂樹
- カメラ：古田俊
- VE：畑中陶太
- VTR：持塚浩司
- MIX：光山由貴子
- 録音：三木肇（M&N録音サービス）
- 照明：土谷彩加
- デザイン：小野清菜
- ヘア＆メイク：吉田友美（Ant）
- スタイリスト：近藤伊代
- 楽器：石井ゆか（サンフォニックス）
- Motion Graphic：兼平慎
- Graphic Design：植木真吾（SAUCE）
- Sound Design：柴山慧
- 編集：藤井誠
- 音効：太田省吾（音響企画）
- MA：小林竜輔
- 技術協力：テクノマックス、テレビ東京アート
- AP：野中優（TTM）、竹下晃太
- AD：藤井誠（I was a Ballerina）、日高慧（I was a Ballerina）
- ディレクター：西川貴紘、村田知佳、佐久間航（I was a Ballerina）
- プロモーション：下井大祐（TTM）、西海誠和（XROSSOVER）
- プロデューサー：長沼将樹（TTM）、渡邊智博（I was a Ballerina）
- 総合演出：夏目現（I was a Ballerina）
- 制作プロダクション：I was a Ballerina
- 製作著作：テレビ東京ミュージック

### 過去のスタッフ
- VE：杉山博紀
- 音効：村山達彦（Rebrast）
- 編集：西川貴紘
- AP：田中裕子（TTM）